# Test Draize’a
Test Draize’a – badanie toksyczności ostrej opracowane w 1944 roku przez toksykologów Johna H. Draize’a i Jacoba M. Spinesa z amerykańskiej Agencji Żywności i Leków, stosowane najczęściej podczas testowania kosmetyków. 
Standardowo polega na umieszczeniu 0,5 ml lub 0,5 g substancji na oku lub – rzadziej – skórze unieruchomionego i przytomnego zwierzęcia, a następnie odstawieniu go na pewien czas przed spłukaniem i nagraniem efektów. Następnie zwierzę obserwuje się przez 14 dni na okoliczność wykrycia ewentualnych rumieni, obrzęków, zaczerwień, wydzielin, owrzodzeń, krwawień, zachmurzeń czy wręcz ślepoty. Najczęściej wykorzystuje się króliki albinosy, choć zdarzają się inne gatunki zwierząt, w tym psy. W przypadku nieodwracalnych uszkodzeń oczu lub skóry zwierzę się uśmierca. Jeśli do znacznych podrażnień nie doszło, zwierzę może zostać wykorzystane ponownie.
Testy Draize’a budzą kontrowersje. Krytycy postrzegają je jako okrutne, a także jako nienaukowe ze względu na istotne różnice między okiem królika a okiem człowieka; wskazuje się też, że wizualna ocena efektów ma charakter subiektywny. Niemniej FDA wspiera badania twierdząc, że nie opracowano dotąd żadnej alternatywy zaakceptowanej przez większość środowiska naukowego. Wymienione obiekcje wpłynęły jednak na zmniejszenie liczby testów Draize’a w ostatnich latach w Stanach Zjednoczonych i Europie; obniża się także dawki badanej substancji i niekiedy podaje się zwierzętom doświadczalnym środki znieczulające.

## Historia
John Henry Draize (1900–1992) uzyskał licencjat w dziedzinie chemii i doktorat z farmakologii. Następnie na University of Wyoming badał rośliny trujące dla zwierząt (zwłaszcza bydła) i ludzi. W 1935 roku Armia Stanów Zjednoczonych zatrudniła Draize’a do badań nad działaniem gazu musztardowego i innych chemikaliów.
W 1938 roku – kiedy odkryto, że smoła pogazowa obecna w tuszu do rzęs powoduje ślepotę – Kongres Stanów Zjednoczonych uchwalił Federalną ustawę o żywności, lekach i kosmetykach, sankcjonując tym samym konieczność kontroli wprowadzanych na rynek kosmetyków. W następnym roku Draize dołączył do FDA, gdzie poświęcił się badaniom na temat testowania efektów ubocznych kosmetyków. Wspólna praca Draize’a i jego podwładnych z działu Dermal and Ocular Toxicity Branch FDA zaowocowała powstaniem raportu Draize’a, w którym opisano, jak oceniać ostrą, tymczasową i notoryczną ekspozycję kosmetyku na skórę, penisa lub oko królika. Raport stał się podstawą dla działań FDA i przy pomocy jego zaleceń oceniano bezpieczeństwo substancji takich jak środki owadobójcze czy substancje chroniące przed słońcem – a później także wiele innych związków. Mimo że żadna technika opisana w raporcie nie została ochrzczona nazwiskiem Draize, to przylgnęło ono do tego typu procedur.

## Miarodajność
W 1971 roku, 10 lat przed wejściem w życie w nowoczesnego protokołu Draize’a, toksykolodzy Carrol Weil i Robert Scala z Carnegie Mellon University przesłali trzy substancje do analizy porównawczej do 24 różnych uniwersytetów i stanowych laboratoriów. Badania wykazały znacząco różne oceny toksyczności dla tych samych substancji – przykładowo, gdzie jeden ośrodek nie zaobserwował żadnego podrażnienia, tam inny odnotował podrażnienie poważne. W roku 2004 Naukowy Komitet Doradczy Stanów Zjednoczonych ds. Alternatywnych Metod Toksykologicznych przebadał nowoczesny test Draize’a. Odkryto, co następuje:
- możliwość oceny substancji poważnie drażniącej jako bezpiecznej wynosi od 0 do 0,01%
- możliwość oceny substancji umiarkowanie drażniącej jako bezpiecznej wynosi od 3,7 do 5,5%
- możliwość oceny substancji poważnie drażniącej jako umiarkowanie drażniącej wynosi od 10,3 do 38,7%

## Podzielone zdania

### Przeciw
Według Amerykańskiego Stowarzyszenia Przeciwko Wiwisekcji (National Anti-Vivisection Society) testowane substancje umieszcza się bezpośrednio na oku zwierzęcia, co może powodować intensywne pieczenie, swędzenie i ból. Powieki zwierzęcia przytrzymuje się klipsami, co uniemożliwia zamknięcie oczu podczas badań. Może to trwać do kilku dni, na tak długo bowiem króliki są unieruchomione. Substancje często powodują owrzodzenia i krwawienia. W przypadku badania podrażnień skóry jest ona uprzednio golona, ścierana, a następnie przykrywana warstwą folii.

### Za
Brytyjskie Stowarzyszenie Obrony Badań (Research Defence Society) uważa obecną formę testów Draize’a za stosunkowo łagodną; według tej organizacji obecnie stosuje się małą ilość substancji i jest ona wypłukiwana przy pierwszych oznakach podrażnienia. Profesor Andrew Huxley wystosował list do czasopisma naukowego „Nature” w odpowiedzi na artykuł sugerujący, że test Draize’a nie zmienił się znacząco od roku 1940, w którym napisał: Substancje, które ze względu na swą chemiczną naturę mogą powodować poważny ból, nie mogą być badane w ten sposób. Oczny wariant testu Draize’a dopuszcza się tylko wtedy, gdy już wykazano, że środek nie powoduje podrażnienia skóry, zaleca się ponadto wcześniejsze testy in vitro, w tym badanie na wyizolowanym i perfundowanym oku. Pozwolenia na użycie kilku zwierząt udziela się tylko wtedy, gdy przetestowano już jedno zwierzę i przez 24 godziny nie odnotowano żadnego urazu.

## Różnice pomiędzy okiem królika a okiem ludzkim
Kirk Wilhelmus, profesor Wydziału Okulistyki na Baylor College of Medicine, przeprowadził w roku 2001 kompleksowe badanie ocznego wariantu testu Draize’a. Wykazał, że ze – względu na anatomiczne i biochemiczne różnice między okiem ludzkim a okiem królika – wnioskowanie o szkodliwym działaniu na człowieka jest poważnie utrudnione. Stwierdził też, że oczy królików są zasadniczo bardziej podatne na drażniące substancje niż oczy ludzi oraz że oczny wariant testu Draize’a z pewnością zapobiega cierpieniu ludzi, jednak przewiduje, że zostanie w przyszłości zastąpiony przez badania in vitro lub inne metody.

## Alternatywne metody
Przemysł i instytucje zajmujące się zdrowiem poszukują alternatywnych metod niewymagających użycia zwierząt w eksperymentach. Do roku 2009 Organizacja Współpracy Gospodarczej i Rozwoju nie zaaprobowała żadnych alternatywnych metod badania podrażnień oczu i skóry, jednak od roku 2000 zatwierdza alternatywne testy na korozyjność, to znaczy dotyczące kwasowości, dzięki czemu żrące substancje nie wymagają już testu Draize’a.